# Liste der Monuments historiques in Apt
Die Liste der Monuments historiques in Apt führt die Monuments historiques in der französischen Stadt Apt auf.

## Liste der Bauwerke
| Bezeichnung                                                      | Beschreibung                            | Standort                           | Kennzeichnung | Schutzstatus   | Datum     | Bild           |
| ---------------------------------------------------------------- | --------------------------------------- | ---------------------------------- | ------------- | -------------- | --------- | -------------- |
| Abtei St-Pierre-des-Tourettes Kapelle, archäologischer Fundplatz |                                         | Vieux château des Tourettes (Lage) | PA84000033    | Inscrit        | 2002      |                |
| Bischöfliches Palais                                             |                                         | place Gabriel Péri (Lage)          | PA00081805    | Inscrit        | 1927      | weitere Bilder |
| Cinémovida Innendekor                                            | ehemalige chapelle des Pénitents blancs | (Lage)                             | PA84000001    | Inscrit        | 1996      | weitere Bilder |
| Fayencerie Esbérard Ofen                                         |                                         | 56, voie Domitienne (Lage)         | PA00082211    | Inscrit Classé | 1989 1992 | weitere Bilder |
| Hospiz St-Castor Kapelle, Dach                                   |                                         | avenue Philippe-de-Girard (Lage)   | PA00082212    | Inscrit        | 1989      | weitere Bilder |
| Hôtel d’Albertas Innendekor                                      |                                         | 10, place du Septier (Lage)        | PA00081804    | Classé         | 1991      | weitere Bilder |
| Kapelle Notre-Dame-de-Clairmont                                  |                                         | nördlich von Tourettes (Lage)      | PA00081801    | Inscrit        | 1972      |                |
| Kapelle St-Michel                                                |                                         | rue Saint-Lazare (Lage)            | PA00081803    | Classé         | 1979      | weitere Bilder |
| Kapelle Ste-Catherine                                            |                                         | rue Scudéry (Lage)                 | PA00081802    | Classé         | 1984      | weitere Bilder |
| Ehemaliges Karmelitenkloster Kirche, Kreuzgang, Hof              |                                         | place Rippert de Moclar (Lage)     | PA84000063    | Inscrit        | 2011      | weitere Bilder |
| Kathedrale                                                       |                                         | place de la Cathédrale (Lage)      | PA00081800    | Classé         | 1846      | weitere Bilder |
| Porte de Saignon                                                 |                                         | rue Saint-Pierre (Lage)            | PA00081806    | Inscrit        | 1930      | weitere Bilder |
| Rekollektenkapelle                                               |                                         | 26-30 rue Louis Rousset (Lage)     | PA84000070    | Inscrit        | 2015      | weitere Bilder |
| Stadtbefestigung Turm                                            |                                         | boulevard National (Lage)          | PA00081808    | Inscrit        | 1927      | weitere Bilder |
| Uhrturm Turm, Uhr                                                |                                         | rue des Marchands (Lage)           | PA00081807    | Inscrit        | 1927      | weitere Bilder |

## Liste der Objekte
- Monuments historiques (Objekte) in Apt in der Base Palissy des französischen Kultusministeriums